# Piccor
Die Piccor AG ist ein Finanzdienstleistungsunternehmen aus der Schweiz. Sie ist Mitglied des „PICAM-Unternehmensverbundes“, zu dem auch die Picam GmbH und die Varian DC Service GmbH und weitere Finanzdienstleister gehören. Die Defensive Capital GmbH war seit Ende März 2017 Haftungsdach für Finanzmarktvermittler von deren Produkten.

## Geschichte
Die Schweizer Piccor AG bot Kapitalanlegern aus Deutschland eine Vermögensverwaltung mit scheinbar lukrativen Finanztermingeschäften an. Den potentiellen Anlegern wurden dabei über Finanzmakler unterschiedliche Modelle angeboten, die jeweils Renditen über dem Durchschnitt versprachen. Im März 2017 informierte das Unternehmen darüber, dass es seine „Dienstleistung für Privatkunden aufgrund externer Umstände eingestellt habe“. Es kündigte alle bestehenden Geschäftsbeziehungen auf. Zugleich bot der „Picam Unternehmensverbund“ nun für die bereits vorhandenen Kapitalanleger ein neues angeblich „bankenreguliertes Produkt“ an, auf welches die Einlagen überführt werden sollten.
- Ein spekulatives Modell, das eine sehr hohe Rendite versprach, aber das Risiko eines möglichen Totalverlustes beinhaltete.
- Ein „Secure-Modell“, bei dem nur ein Teil des Kapitals spekulativ angelegt, der Rest jedoch in sichere Anlagen investiert werden sollte.

Die Anbieter der Picam hatten damit geworben, dass „seit 1997 jährlich Bruttorenditen von mehr als neun Prozent erwirtschaftet worden seien“, und dies selbst in Zeiten der Finanzkrise. Die Auszahlungen verzögerten sich bei beiden Modellen und als Partner kam die Varian-Gruppe hinzu, die bereits mit der Piccor AG zusammengearbeitet hatte.
Die Geldbeträge wurden zunächst auf das Konto des Wirtschaftsprüfers und ehrenamtlichen Richters am Landgericht in Berlin, Manfred Eschenbach, einbezahlt. Der Piccor AG kam dabei die Rolle der Kundenvertragsabwicklung zu. Die Varian AG in Liechtenstein sollte sich dann aktiv um den Handel von DAX-Futures kümmern. Eine Zulassung der Finanzprodukte durch die Bundesanstalt für Finanzdienstleistungsaufsicht (BaFin) gab es nicht.

## Picam-Unternehmensverbund
Zum Unternehmensverbund Picam mit dem  im Logo gehören unter anderem folgende Partner und mit diesen verbundene Dienstleister. Die offizielle Webseite www.picam.de ist leer.
- Picam GmbH, Pascal Savelsbergh, Berlin[11]
- Procaveo-INVEST GmbH, Berlin, als Vermittler für die Piccor AG
- Piccor AG, Baar, in Liquidation, eingetragene Personen: BAUR HÜRLIMANN AG, Zürich[12][13]
- Swiss Finance Group AG, Baar, Kanton Zug, Schweiz, in Liquidation, Mitglied des Verwaltungsrates: Thomas Entzeroth[14]
- SwissPro GmbH (Pro Swiss Marketinggesellschaft mbH), Geschäftsführerin Gabriela Laub, Baar, Kanton Zug, Schweiz
- PROPEC Gesellschaft für analytische Wirtschaftsberatung mbH, Geschäftsführer: Andreas Riedel, Berlin, Hamburg
- Cura Helvetica – Das Stiftungskontor, Thomas Weilacher, Berlin
- Varian AG, Vaduz, Gesellschaft seit April 2021 erloschen[15][16]
- Varian DC Service GmbH, Martina Schiefner, Berlin
- Varian Defensive Capital GmbH, als Haftungsdachpartner für den Vertrieb der Piccox Securitisation SA Anleihe in Luxemburg (ISIN: DE000A19CXZ0[17])
- Piccox Securitisation SA, in Insolvenz, Cedric Schirrer, Luxemburg[18]
- Moventum SCA, Luxemburg, Vermögensverwaltung und Vertrieb, Depotführung für die Piccox Securitisation Anleihe[7]
- Treuhänder und Wirtschaftsprüfer Manfred Eschenbach, Berlin
- PiKonstant: Investmentfonds "CROWD – pikonstant A" (ISIN: LU1300284111[19])
- Finbox Consulting AG, Gesellschaft erloschen[20]
- Salbapi SL, Son Severa, Mallorca, seit 2014[21]

## Betrugsverdacht
Erste Bedenken gegen die Anlagepraxis und die Einhaltung der hohen Renditeversprechen gab es bereits Mitte des Jahres 2016. Im Januar 2017 kam der Verdacht auf, dass die Piccor AG und die Picam GmbH in grossem Stil einen Kapitalanlagebetrug nach dem Schneeballsystem betreiben. Insgesamt sollen bis zu 3000 Anleger rund 300 Millionen Euro investiert haben. Mitte Januar 2017 setzte die schweizerische Finanzaufsicht Finma die Piccor AG auf ihre Warnliste. Dort werden Unternehmen gelistet, die keine Bewilligung durch die Behörde besitzen oder Nachforschungen bei der Finma eine „erhebliche Gefährdung von Anlegern durch Anbieter nahelegen“.
Die Staatsanwaltschaft in Berlin ermittelt inzwischen wegen des Verdachtes auf bandenmässigen Betrug. Bei Razzien aufgrund eines Durchsuchungsbeschlusses des Amtsgerichts Tiergarten wurden im Februar 2018 bei den sieben Verantwortlichen der Picam-Unternehmensgruppe in Berlin, Leipzig, München und in Baar (Schweiz) in den Wohn- und Geschäftsräumen zahlreiche Unterlagen, Computer und Handys sowie Vermögenswerte in Höhe von 80 Millionen Euro beschlagnahmt.
Für betroffene Anleger wurde 2018 von der Schutzgemeinschaft der Kapitalanleger eine „Interessengemeinschaft der Picam Anleger“ gegründet. Ein Berliner Rechtsanwalt macht darauf aufmerksam, dass manche vorgeblichen „Schutzvereine“ oftmals von den früheren Vertriebsfirmen oder -personen gegründet werden, um eine Haftung dieser Vertriebler für ihre Falschberatung oder auch andere Zusammenhänge zu verschleiern und Aufklärung zu verhindern.
Eine vom Amtsgericht Charlottenburg angesetzte Gläubigerversammlung Anfang Oktober 2018 ergab, dass unter dem Label Picam nur ein Minimalbetrag vorhanden ist, hier ist für Geschädigte nichts zu holen. Es wurde ein "Gläubiger-Ausschuss" nach Insolvenzrecht gegründet. Der beauftragte Insolvenzverwalter Sebastian Lagoda strebt an, sämtliche mit den verschiedenen Tarnfirmen des Betrugssystems befassten Insolvenz-Gerichte an den unterschiedlichen Orten in Deutschland, der Schweiz und in anderen Ländern über das System zu informieren, um eine möglichst umfassende Gesamt-Insolvenz des Schwindelkomplexes zu erreichen.
Eine im Juli 2022 veröffentlichte Pressemitteilung der Generalstaatsanwaltschaft Berlin bestätigt die Anklageerhebung gegen drei mutmaßliche Haupttäter im Alter von 50, 56 und 62 Jahren, die genannten Tatvorwürfe sind „unter anderem (in wechselnden Konstellationen) Fälle des gewerbs- und bandenmäßigen Betruges, der Untreue und der Fälschung beweiserheblicher Daten“.

## Anleger und Vermittler
Die Finanzprodukte der Picam/Piccor wurden durch rund 70 Finanzmakler überwiegend in Deutschland angeboten und vertrieben. Diese wurden von der Polizei als Zeugen verhört. Ihnen wird von Anwälten mangelnde Sorgfalt bei der notwendigen Prüfung der Kapitalanlagen unterstellt, jedoch nicht von den Behörden, da viele der Vermittler ebenfalls Geschädigte sind. Es könnten für die Anleger Schadensersatzansprüche gegen die Vermittler und Vertriebsdienstleister bestehen. Die Vermittler wurden durch Vorlage von angeblichen Originalauszügen des Handelskontos der Piccor AG bei Interactive Brokers, Zürich, durch angebliche Originalkundenkontoauszüge, durch Beschlüsse von Amtsgerichten, dass die Anlage in Piccor/Picam mündelsicher sei, und durch weitere Unterlagen gelockt.
Ausgeschüttete angebliche Gewinne könnten im Falle einer Insolvenz der beteiligten o. g. Unternehmen (dies betrifft nicht die Vermittler) als Scheingewinne von den Anlegern zurückgefordert werden, sollte sich das Geschäftsmodell als unseriöses Schneeballsystem herausstellen.
Im Mai 2019 erging ein erstes Urteil in 1. Instanz gegen einen Vermittler der Picam-Papiere. Der Vermittler aus Issum, der an Dutzende Anleger vermittelt hatte, wurde vom Landgericht Kleve zu Schadensersatz an eine betrogene Anlegerin verurteilt, da die ihr vor der Investition überreichten Unterlagen mangelhaft gewesen sind. Als einem angeblichen Fachmann hätte ihm das auffallen müssen, urteilte das Gericht. Unter anderem kamen in der Werbung Grafiken mit Erfolgsmeldungen vor, die sich auf Jahre bezogen, als die Picam noch gar nicht existierte.